# Drahomanówka
Drahomanówka, hercegowinka (ukr. драгоманівка, drahomaniwka; герцеґовинка, hercegowinka) – alfabet cyrylicki dla języka ukraińskiego opracowany przez ukraińskiego językoznawcę Mychajła Drahomanowa.

## Geneza
Drahomanow swój projekt opracował i opublikował na emigracji w Genewie w roku 1877. Oparł go na grażdance w wersji opracowanej przez Vuka Karadžicia dla języka serbskiego dla prawosławnych zamieszkujących Hercegowinę (skąd druga nazwa alfabetu).
Projekt Drahomanowa został poparty przez licznych socjalistów w Galicji, między innymi Iwana Frankę, który używał drahomanówki w utworach literackich i korespondencji prywatnej. Nie zdobył on jednak nigdy uznania większości językoznawców ani też rządu austriackiego.

## Cechy charakterystyczne
Główną cechą odróżniającą drahomanówkę od współczesnego alfabetu ukraińskiego było usunięcie z alfabetu cerkiewnosłowiańskiego nie tylko liter ы, ъ, ѣ, ale również wszystkich oznaczających dźwięki podwójne, tj.:
- є, ю, я, ї – które zastąpił dwiema literami ье, ьу, ьа – gdy występowały w roli zmiękczenia, zaś је, ју, ја, јі – gdy występowały w roli połączenia głoski [j] z samogłoską (w tym celu wzorem Serbów zapożyczył z alfabetu łacińskiego literę j);
- щ – którą na wzór serbski zastąpił dwiema literami шч.

W obecnej ortografii połączenia z literą о (jako jedyne) są zapisywane w stylu drahomanówki (ьо, йо).
Nie jest jasne, dlaczego Drahomanow nie skorzystał z okazji i nie rozszerzył zasady „jedna głoska – jedna litera” na często występujące w języku ukraińskim spółgłoski [ʣ] i [ʤ]. Można było dla nich również wprowadzić południowosłowiańskie litery – ѕ i џ.
Warto zwrócić uwagę, że drahomanówka umożliwia łatwe wprowadzenie alfabetu łacińskiego (łacinka Jirečka) jako równoległego z cyrylickim. Bowiem, podobnie jak w przypadku alfabetu serbskiego i chorwackiego, można dokonać jednoznacznej transliteracji litera po literze „jeden do jednego” (używając niekiedy dwuznaków, lecz w jednoznaczny sposób).

## Przykład

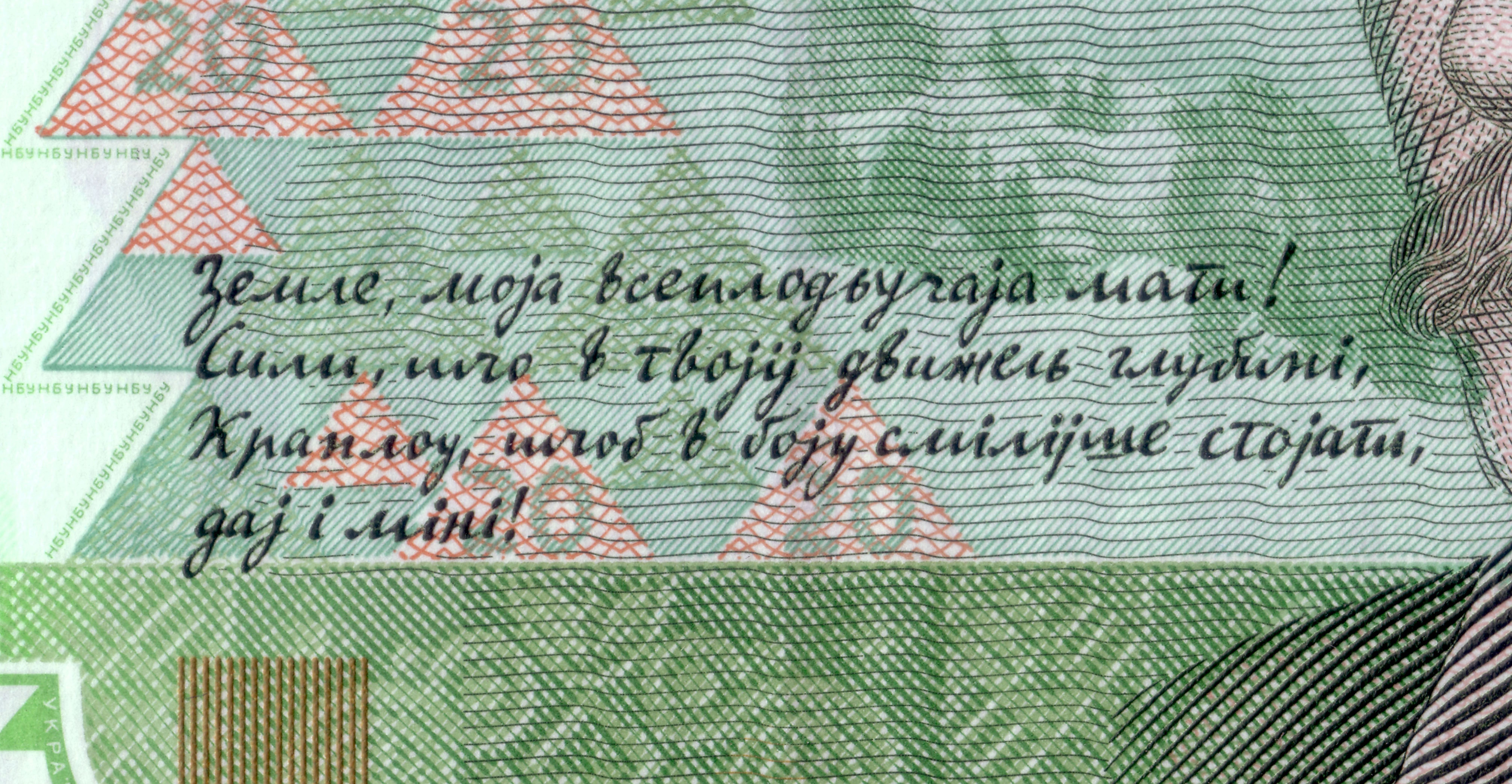
Fragment rękopisu Iwana Franki na współczesnym ukraińskim banknocie

Fragment rękopisu wiersza Iwana Franki zapisany drahomanówką można zobaczyć na banknocie nominału 20 hrywien. Poniżej tekst tego fragmentu zapisany drahomanówką (po lewej) i współczesnym alfabetem (po prawej).
| Земле, моја всеплодьучаја мати! Сили, шчо в твојіј движель глубині, Крапльу, шчоб в боју сміліјше стојати, дај і міні! | Земле, моя всеплодючая мати! Сили, що в твоїй движель глубині, Краплю, щоб в бою смілійше стояти, дай і міні! |

## Współczesność
Współcześnie w kręgach inteligencji toczy się dyskusja o możliwości wprowadzenia drahomanówki. Wprawdzie z elitarnych czasopism wyszła ona do forów internetowych, jednak należy stwierdzić, że idea drahomanówki nie ma znaczącego poparcia społecznego.
Niekiedy proponuje się rozszerzenie zasady „jedna głoska – jedna litera” na literę в przez rozdzielenie jej na в [β]/[ʋ] i ў [w] – literę zapożyczoną z alfabetu białoruskiego.

## Alfabet
W poniższej tabeli porównano drahomanówkę ze współczesnym alfabetem ukraińskim oraz z łacinką. Uwzględniono również wieloznaki wspólne dla drahomanówki i współczesnej cyrylicy. Warto zwrócić uwagę na liczbę przypadków specjalnych w obecnej pisowni i praktyczny ich brak w łacince i drahomanówce.
| drahomanówka | łacinka | cyrylica współczesna |
| ------------ | ------- | -------------------- |
| А а          | A a     | А а / Я я            |
| Б б          | B b     | Б б                  |
| В в          | V v     | В в                  |
| Г г          | H h     | Г г                  |
| Ґ ґ          | G g     | Ґ ґ                  |
| Д д          | D d     | Д д                  |
| ДЗ дз        | DZ dz   | ДЗ дз                |
| ДЖ дж        | DŽ dž   | ДЖ дж                |
| Е е          | E e     | Е е / Є є            |
| Ж ж          | Ž ž     | Ж ж                  |
| З з          | Z z     | З з                  |
| И и          | Y y     | И и                  |
| І і          | I i     | І і / Ї ї            |
| Ј ј          | J j     | Й й                  |
| К к          | K k     | К к                  |
| Л л          | L l     | Л л                  |
| М м          | M m     | М м                  |
| Н н          | N n     | Н н                  |
| О о          | O o     | О о                  |
| П п          | P p     | П п                  |
| Р р          | R r     | Р р                  |
| С с          | S s     | С с                  |
| Т т          | T t     | Т т                  |
| У у          | U u     | У у / Ю ю            |
| Ф ф          | F f     | Ф ф                  |
| Х х          | Ch ch   | Х х                  |
| Ц ц          | C c     | Ц ц                  |
| Ч ч          | Č č     | Ч ч                  |
| Ш ш          | Š š     | Ш ш                  |
| Ь ь          | ˇ ´     | Ь ь                  |

W dodatkowej tabeli niżej umieszczono litery cyrylicy niemające jednoliterowych odpowiedników w drahomanówce.
| drahomanówka  | łacinka             | cyrylica współczesna   |
| ------------- | ------------------- | ---------------------- |
| ЬА ьа / ЈА ја | ˇA ˇa ´A ´a / JA ja | Я я                    |
| ЬЕ ье / ЈЕ је | ˇE ˇe ´E ´e / JE je | Є є                    |
| ЈІ јі         | JI ji               | Ї ї                    |
| ШЧ шч         | ŠČ šč               | Щ щ                    |
| ЬУ ьу / ЈУ ју | ˇU ˇu ´U ´u / JU ju | Ю ю                    |
| brak          | brak                | ’ (apostrof drukarski) |